# Torino Football Club
Il Torino Football Club, meglio conosciuto come Torino, è una società calcistica italiana con sede nella città di Torino. Milita in Serie A, la massima divisione del campionato italiano.
Il club odierno, rifondato nel 2005, è la continuazione dello storico sodalizio sorto nel 1906 dalla fusione tra il Torinese e i soci dissidenti del Foot-Ball Club Juventus, denominato Foot Ball Club Torino sino al 1936, Associazione Calcio Torino fino al 1943, dal 1945 al 1958 e ancora dal 1959 al 1977, Torino FIAT nel 1944, Associazione Calcio Talmone Torino nel 1958-59 e Torino Calcio dal 1977 al 2005.
Il Toro, com'è colloquialmente abbreviato, è tra i club più blasonati d'Italia. Vanta la conquista di 7 campionati italiani compresa una striscia di 5 titoli consecutivi all'epoca del Grande Torino, quest'ultima riconosciuta tra le squadre più forti degli anni 40 del XX secolo. Nel suo palmarès nazionale figurano anche 5 Coppe Italia, mentre in ambito internazionale si segnala la vittoria della Coppa Mitropa nel 1991 e il raggiungimento della finale di Coppa UEFA nel 1992; quest'ultimo è il migliore risultato della società in una competizione confederale.
Prima squadra italiana riuscita a centrare un double nazionale nella stagione 1942-43, al 2024 il Torino occupa il 96º posto nel ranking UEFA, l'8º nella classifica perpetua della Serie A e il 5º nella tradizione sportiva italiana.

## Storia

### Dalla nascita al primo scudetto

Il Trio delle meraviglie Baloncieri-Libonatti-Rossetti, protagonista del primo scudetto nel 1928

Il gioco del calcio arrivò in città sul finire del XIX secolo per iniziativa di industriali svizzeri e inglesi. Già nel 1887 nacque la compagine rossonera del Torino FCC, primo club calcistico sorto in Italia, seguita nel 1889 dal sodalizio giallonero del Nobili Torino. Nel 1891 le due società si unirono nel bianconero Internazionale Torino, al quale si aggiunsero nel 1894 gli arancioneri della Torinese. Nel 1900 la Torinese assorbì l'Internazionale Torino, ma la vera svolta per la società arrivò il 3 dicembre 1906, quando nella Birreria Voigt di via Pietro Micca venne sancita un'alleanza con un gruppo di dissidenti della Juventus, guidati dallo svizzero Alfred Dick: dalla fusione tra la Torinese e il citato gruppo prese vita il Foot Ball Club Torino. Il primo incontro ufficiale venne giocato il 16 dicembre 1906, a Vercelli contro i padroni di casa della Pro Vercelli, terminato 3-1 per i granata. Nel 1912 entrò a far parte dello staff tecnico Vittorio Pozzo.
La squadra conobbe il primo periodo felice della sua storia sotto la presidenza del conte Enrico Marone Cinzano il quale fece costruire attorno al "Campo Torino" le prime tribune dello stadio Filadelfia. In attacco il Torino vantava il Trio delle meraviglie composto da Julio Libonatti, Adolfo Baloncieri e Gino Rossetti. Sotto la guida di Cinzano i granata vinsero il campionato 1927-1928, bissando lo scudetto dell'anno prima che tuttavia fu revocato a seguito del caso Allemandi.
Con l'abbandono del conte Cinzano, per il Torino iniziò un lento declino che nei primi anni 30 del XX secolo lo portò ad accontentarsi di piazzamenti a centro classifica. A partire dalla stagione 1935-36 iniziò una rinascita, che gettò le basi per il periodo d'oro che sarebbe stato poi rappresentato dal Grande Torino: quell'anno il Torino concluse al terzo posto, nel 1938-1939 al secondo.

### Il Grande Torino
Il momento più fulgido fu quello rappresentato dal Grande Torino, una squadra imbattibile, capace di vincere 5 titoli nazionali consecutivi (non considerando l'interruzione della serie nel transitorio Campionato Alta Italia del 1944, a cui la FIGC nel 2002 ha riconosciuto soltanto valore onorifico, vinto dai 42º Corpo VVFF La Spezia) tra il 1943 e il 1949, e una Coppa Italia nel 1943: grazie a questo successo, il Torino fu la prima squadra a centrare il double scudetto-coppa nazionale nella stessa stagione. Asse portante della nazionale italiana di quegli anni, il Grande Torino riuscì a portare anche 10 giocatori contemporaneamente in campo in azzurro.
Capitano e leader indiscusso di quella formazione era Valentino Mazzola, mentre la formazione-tipo era composta da Bacigalupo; Ballarin, Maroso; Grezar, Rigamonti, Castigliano; Menti, Loik, Gabetto, Mazzola e Ossola. Il ciclo di vittorie venne bruscamente interrotto il 4 maggio 1949, quando l'aereo che trasportava l'intera squadra, di ritorno da una amichevole con il Benfica giocata a Lisbona, andò a infrangersi contro il muraglione posteriore della basilica di Superga. In quella sciagura aerea oltre all'intera squadra, titolari e riserve, morirono anche due dirigenti (Agnisetta e Civalleri), i tecnici Egri Erbstein e Leslie Lievesley, il massaggiatore Cortina, il pilota Pierluigi Meroni con il suo equipaggio e tre giornalisti al seguito: Luigi Cavallero (La Stampa), Renato Tosatti (Gazzetta del Popolo) e Renato Casalbore (Tuttosport).

### L'era Pianelli e il settimo scudetto

La Farfalla granata Gigi Meroni negli anni 60

A questa grave tragedia seguirono anni difficili per il sodalizio torinese. Il lento declino portò nel 1959 alla prima retrocessione in Serie B, avvenuta con la denominazione commerciale di Talmone Torino. La permanenza tra i cadetti durerà una sola stagione: già nel campionato 1960-1961 il Torino rientrò nella massima serie nazionale. Nel 1963 assunse la presidenza Orfeo Pianelli, ma per ritrovare la squadra protagonista occorrerà aspettare l'arrivo di Gigi Meroni. Già nel campionato 1964-1965 la squadra, guidata da Nereo Rocco, giungerà al 3º posto, oltre che in semifinale di Coppa delle Coppe.
I granata, nonostante la tragica scomparsa di Meroni, terminarono il campionato 1967-1968 al 7º posto, vincendo la Coppa Italia. La ricostruzione di una squadra vincente, avviata dalla presidenza Pianelli, proseguì e il Torino vinse nuovamente la Coppa Italia nell'edizione 1970-1971.

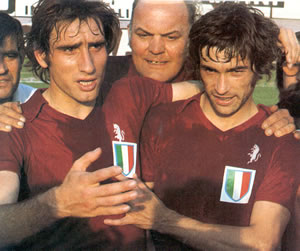
I Gemelli del gol Paolo Pulici e Francesco Graziani, 200 reti insieme tra il 1973 e il 1981, e protagonisti dello scudetto '76

Lo scudetto fu conquistato nella stagione 1975-1976, al termine di una rimonta entusiasmante ai danni della Juventus di Carlo Parola; il titolo tricolore venne vinto con due punti di vantaggio sui rivali bianconeri, 27 anni dopo Superga. La sfida si ripeté l'anno seguente, in un campionato appassionante e combattuto, che vide il Torino terminare secondo a 50 punti. Nel 1978 il Torino arrivò di nuovo secondo, a pari merito col sorprendente Lanerossi Vicenza di Paolo Rossi, ancora dietro alla Juventus ma più staccato (5 punti).

### La finale di Coppa UEFA e il fallimento
Negli anni successivi, pur rimanendo tra le prime, la squadra avviò un lento declino e non riuscì più a ripetere questi risultati, con l'eccezione del secondo posto del campionato 1984-85, dietro al Verona di Osvaldo Bagnoli. Al termine del campionato 1988-89 il Torino cadde in Serie B, per la seconda volta nella sua storia.
Dopo una pronta risalita nel campionato 1989-90 e sotto la guida dell'allenatore Emiliano Mondonico, la squadra si qualificò per la Coppa UEFA, sopravanzando i concittadini della Juventus. Nella cavalcata europea della stagione 1991-92 i granata eliminarono il Real Madrid in semifinale, ma all'atto conclusivo ebbe la meglio l'Ajax, dopo due pareggi, unicamente per la regola dei gol fuori casa; il Torino fece bene anche in campionato, concludendo al 3º posto. L'appuntamento con la vittoria fu però rimandato solo di un anno, con i torinesi tornati al successo nella Coppa Italia 1992-1993.

Emiliano Mondonico condusse il Torino alla finale di Coppa UEFA 1991-1992 e alla vittoria della Coppa Italia 1992-1993

Dopo la conquista della Coppa Italia, la società attraversò un periodo di gravi difficoltà economiche. Cambiarono presidenti e allenatori, ma i risultati continuarono a peggiorare: nel 1996 la squadra retrocedette in Serie B per la terza volta. Il ritorno in Serie A, dopo uno spareggio perso ai rigori contro il Perugia nel 1997-1998, avvenne nel 1998-1999. Al termine della stagione 1999-2000 il Torino tornò nella serie cadetta, conquistando comunque subito la promozione nella stagione successiva. Nella stagione 2001-2002 i granata ottennero invece l'undicesimo posto e la qualificazione in Coppa Intertoto. Nella Serie A 2002-2003 la squadra però non riuscì a confermarsi, finendo ultima in campionato.
Sotto la guida di Renato Zaccarelli il Torino ottenne la promozione nel campionato 2004-2005. A causa però di problemi finanziari mal gestiti dal presidente Cimminelli, il Torino non fu ammesso alla nuova stagione sportiva con il conseguente fallimento societario. Il 16 agosto 2005 la FIGC accettò il ricorso presentato da una cordata d'imprenditori facenti capo all'avv. Pierluigi Marengo e affidò ufficialmente alla Società Civile Campo Torino il titolo sportivo del Torino Calcio, permettendole inoltre l'iscrizione al campionato di Serie B. Il 19 agosto, nel Bar Norman, venne annunciato il nuovo presidente, Urbano Cairo; il passaggio di proprietà comportò la nuova denominazione della società, Torino Football Club. La squadra ottenne subito la promozione al termine dei play-off della stagione 2005-2006. Ritornati in serie A , i granata si salvarono con una giornata di anticipo. Dopo tre stagioni, la squadra retrocedette nuovamente in B. Nel corso della stagione 2009-2010 Cairo decise di affidare il ruolo di direttore sportivo a Gianluca Petrachi, ma il Torino mancò la promozione sia in quel campionato sia nel successivo.

### Il ritorno in Serie A e in Europa
Il 6 giugno 2011 il Torino ufficializzò Gian Piero Ventura come nuovo allenatore per il campionato 2011-2012. Al termine della stagione i granata ottennero la promozione diretta grazie al secondo posto raggiunto. Dopo aver ottenuto la salvezza nel campionato 2012-2013, la stagione 2013-2014 segnò una netta inversione di marcia per il Torino che chiuse al settimo posto, ottenendo l'accesso all'Europa League: protagonisti della positiva annata furono Alessio Cerci e Ciro Immobile, autori rispettivamente di 13 e 22 gol.
La stagione 2014-2015 vide i granata giungere fino agli ottavi di finale di Europa League. In campionato conclusero al nono posto, tornando a vincere un derby dopo ben 20 anni. Il Torino visse poi una stagione 2015-2016 di centro classifica, terminata con l'addio di Ventura passato alla guida della nazionale. Arrivò al suo posto Siniša Mihajlović il quale, con un gioco improntato all'attacco (71 reti al termine del campionato), nella stagione 2016-2017 condusse la squadra al nono posto: si mise particolarmente in luce Andrea Belotti, autore di 26 reti.
La stagione 2017-2018, iniziata con dichiarate ambizioni europee, si rivelò poi altalenante e fu caratterizzata dall'avvicendamento tra Mihajlovic - esonerato al termine del girone d'andata - e il nuovo tecnico Walter Mazzarri. I granata conclusero il campionato al nono posto e i migliori giocatori per rendimento furono Iago Falque e i neoacquisti Sirigu e Nkoulou. Nella stagione successiva ci fu una ripresa con un settimo posto e 63 punti ottenuti, registrando così il proprio record in Serie A dall'introduzione dei tre punti a vittoria, e riqualificandosi in Europa League dopo un lustro di assenza partendo dal secondo turno preliminare; tuttavia l'anno seguente i granata non riuscirono ad accedere alla fase a gironi, eliminati ai play-off dal Wolverhampton. Sempre nella stagione 2019-2020, per quanto riguarda il campionato, dopo un discreto girone di andata la squadra crolla in quello di ritorno, subendo sette sconfitte consecutive tra cui uno 0-7 casalingo contro l'Atalanta e un 4-0 esterno contro il Lecce che costò la panchina a Mazzarri, sostituito da Moreno Longo, ottenendo la salvezza a tre giornate dalla fine del campionato.
Ancora peggiore è la stagione seguente, segnata dall'avvicendamento in panchina tra Marco Giampaolo e Davide Nicola, e il Torino costantemente impelagato nella lotta per non retrocedere: in un finale di campionato drammatico, che vede i granata subire un altro 0-7 casalingo, stavolta contro il Milan, oltreché un 4-1 sul campo del neopromosso Spezia, la squadra riesce comunque a strappare la salvezza con uno 0-0 esterno contro la Lazio, rendendo inutile il già paventato scontro diretto contro il Benevento. Con l'arrivo di Ivan Jurić sulla panchina granata, il Torino disputa la stagione 2021-22 in modo più positivo, terminando a metà classifica e raggiungendo una salvezza tranquilla. La stagione successiva vede il Torino terminare nuovamente al decimo posto, mancando per 3 punti la qualificazione alla Conference League. Nel campionato seguente, iniziato con dichiarate ambizioni europee, la squadra termina al nono posto in classifica, mancando la qualificazione alla Conference League a causa della sconfitta della Fiorentina nella finale della stessa competizione europea. A fine stagione si interrompe il rapporto con l'allenatore Ivan Jurić dopo 3 anni.

## Colori e simboli

### Colori

Il brasiliano Júnior a metà degli anni 80 con la tradizionale divisa del Torino: maglia e calzettoni granata abbinati a pantaloncini bianchi.

La prima divisa di gioco del Torino, sfoggiata pochi giorni dopo la fondazione nella prima partita della sua storia, contro i corregionali della Pro Vercelli, fu una casacca a righe verticali arancio e nere che si rifaceva a quelle in precedenza usate dalle due società considerate "progenitrici" storiche del neonato club, ovvero l'Internazionale Torino e la Torinese. In seguito tale abbinamento non venne ritenuto appropriato essendo incidentalmente simile a quello degli Asburgo, nemici storici dell'allora casa regnante italiana. Stante quindi la necessità di adottare un colore sociale definitivo per la nuova squadra, si optò per il granata.
La versione più accreditata vuole che, nell'occasione, venne scelta la tinta già propria di quella "Brigata Savoia" che esattamente due secoli prima aveva contribuito a liberare la Torino capitale del Ducato di Savoia; la brigata aveva adottato un fazzoletto color del sangue, in onore del messaggero caduto per portare la notizia del trionfo. Altre ricostruzioni, giudicate meno attendibili, attingono all'estero e parlano sia di un possibile omaggio del fondatore Alfred Dick al granata del Servette, club della madrepatria svizzera di cui l'imprenditore era tifoso, sia di un riferimento alla casacca maroon degl'inglesi dello Sheffield, il club calcistico più antico del mondo, un colore inizialmente preso a prestito anche dall'Internazionale Torino. Sopravvive anche l'ipotesi di una tinta nata dal caso, a seguito di ripetuti lavaggi – una ricostruzione che si ritrova agli albori di tante altre casacche calcistiche – fra divise da gioco rosse con calzoncini e calzettoni neri; la sfumatura derivata, essendo ritenuta di buon auspicio, sarebbe poi stata scelta quale tenuta ufficiale. In precedenza il club torinese tentò invece di ottenere l'utilizzo del blu Savoia, ma i monarchi d'Italia furono contrari a concedere l'uso del proprio colore dinastico a una singola squadra – a differenza di quanto fecero, qualche anno più tardi, con la maglia azzurra adottata dalle varie rappresentative sportive nazionali.

Lo spagnolo Martín Vázquez con la divisa bianca da trasferta del Torino nel 1991

Da allora, la tradizionale divisa casalinga del Torino è quindi composta da una maglia granata abbinata a calzoncini bianchi, o a loro volta granata, e calzettoni neri con risvolto granata; tuttavia, nel corso dei decenni non fu inusuale vedere la squadra scendere in campo con calze pure granata oppure, soprattutto a cavallo degli anni 70 e 80, adottare stabilmente un completo monocromatico granata. L'uniforme da trasferta, solitamente a tinte inverse, prevede invece una maglia bianca con bordini a contrasto, calzoncini granata o talvolta anch'essi bianchi, e calzettoni bianchi con risvolto granata. Ciclicamente viene inoltre riproposta, come seconda maglia, una casacca bianca con sbarra diagonale granata: questa è un omaggio al River Plate, la squadra argentina che ha storicamente stretti rapporti di gemellaggio col club torinese, fin dall'epoca della tragedia di Superga; questa divisa debuttò per la prima volta il 6 gennaio 1953, nella sfida interna di campionato contro il Milan terminata 1-1.

### Simboli ufficiali

#### Stemma
In tutti gli stemmi usati dal club granata nella sua storia è sempre presente un toro in posizione rampante, simbolo della città di Torino. 
Il simbolo societario del Torino Football Club è in uso dal 2006: nella stagione 2005-06, la prima successiva al fallimento del Torino Calcio, lo stemma fu identico all'attuale eccezion fatta per la mancanza della scritta "1906" sul lato sinistro dello scudo, aggiunta per richiamare l'anno di fondazione dello storico Foot Ball Club Torino.
Negli anni 80 lo stemma del Torino fu di forma quadrangolare, con in alto la dicitura "Torino Calcio" e all'interno un toro rampante stilizzato: tale simbolo è tuttora molto amato dai tifosi ed è stato votato nel 2013 dai lettori del Guerin Sportivo come lo stemma calcistico più bello di tutti i tempi. Dal 1990 fino al fallimento, lo stemma in uso richiamò quello utilizzato ai tempi del Grande Torino, con l'importante differenza che nel lato destro dell'ovale si incrociavano la lettera "T" e "C" (iniziali di "Torino Calcio") invece che le lettere "A", "C" e "T" (iniziali dell'"Associazione Calcio Torino").

#### Inno
L'inno del club granata è Ancora Toro, scritto da Valerio Liboni, il quale è anche l'autore di Forza Toro alé, inno del Torino dal 1982.

## Strutture

### Stadio

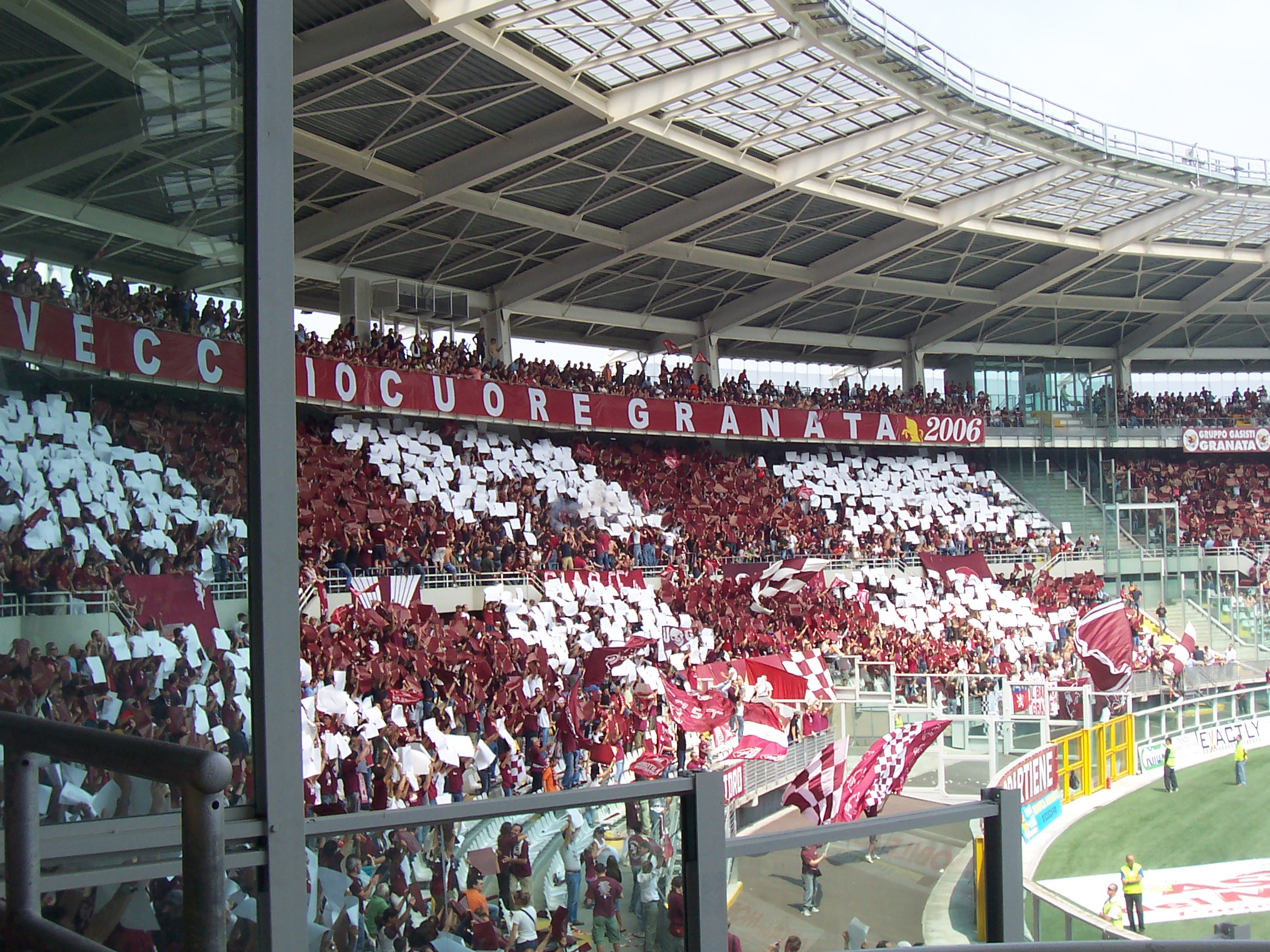
Tifosi granata in curva Maratona allo Stadio Olimpico Grande Torino

Dalla prima partita ufficiale successiva alla fondazione, il 13 gennaio 1907 (un derby con la Juventus), al 9 gennaio 1910, il Torino disputò le sue gare nel Velodromo Umberto I. Successivamente si trasferì nella piazza d'armi cittadina, dove in quegli anni esistevano numerosi campi: dal 23 gennaio utilizzò quello detto "Lato Ferrovia", dal 26 febbraio 1911 quello detto "Lato Crocetta", per poi trasferirsi sul finire del 1913 in uno stadio vero e proprio, detto "Stradale Stupinigi", sito in zona di Torino che oggi non sarebbe lontana da dove sorge lo stadio Filadelfia; con lo scoppio della prima guerra mondiale, lo stadio venne requisito a fini bellici.
Dall'11 ottobre 1925 e per tutto il campionato 1925-26 i granata disputarono le gare interne al motovelodromo di Corso Casale (oggi dedicato a Fausto Coppi), in attesa di trasferirsi al Filadelfia. Il "Fila" è lo stadio legato indissolubilmente alle gesta del Grande Torino: inaugurato il 17 ottobre 1926 contro la Fortitudo Roma, ospitò le partite del Torino ininterrottamente fino all'11 maggio 1958 (Torino-Genoa 4-2). Nella stagione 1958-59 ci fu una prima parentesi nello stadio Comunale: il trasloco durò poco in quanto il Torino quell'anno precipitò in Serie B e scaramanticamente l'anno successivo decise di tornare a "casa", al Filadelfia.

Da sinistra: Zaccarelli, Sala e Graziani al vecchio Filadelfia, 1978 circa

Il Torino nel suo vecchio stadio disputò per intero ancora la stagione 1959-60 e quella successiva, di nuovo in Serie A, per poi utilizzare nelle stagioni 1961-62 e 1962-63 anche il Comunale (per le sole partite di "cartello"). Il trasloco definitivo in quest'ultimo, un impianto capace di ospitare 65 000 persone in piedi, avvenne dalla stagione 1963-64 e durò fino al 27 maggio 1990, quando l'impianto venne abbandonato in favore dello stadio delle Alpi.
Al Delle Alpi, costruito per la Coppa del Mondo del 1990, il Torino giocò dal 1990 al 2006. In seguito alla ristrutturazione operata per renderlo adatto a ospitare la cerimonia di apertura e quella di chiusura dei XX Giochi olimpici invernali di Torino 2006, il Torino tornò a giocare all'ex Comunale Vittorio Pozzo, ribattezzato dapprima soltanto Olimpico e poi, nel 2016, anche alla memoria del Grande Torino. La capienza è ora di 28 140 posti tutti al coperto e a sedere, ridotta di circa 38 000 posti rispetto a quella originaria, in rispetto delle più moderne ed esigenti norme di sicurezza (rientra nella categoria 4 UEFA, quella con maggior livello tecnico).

### Centro di allenamento

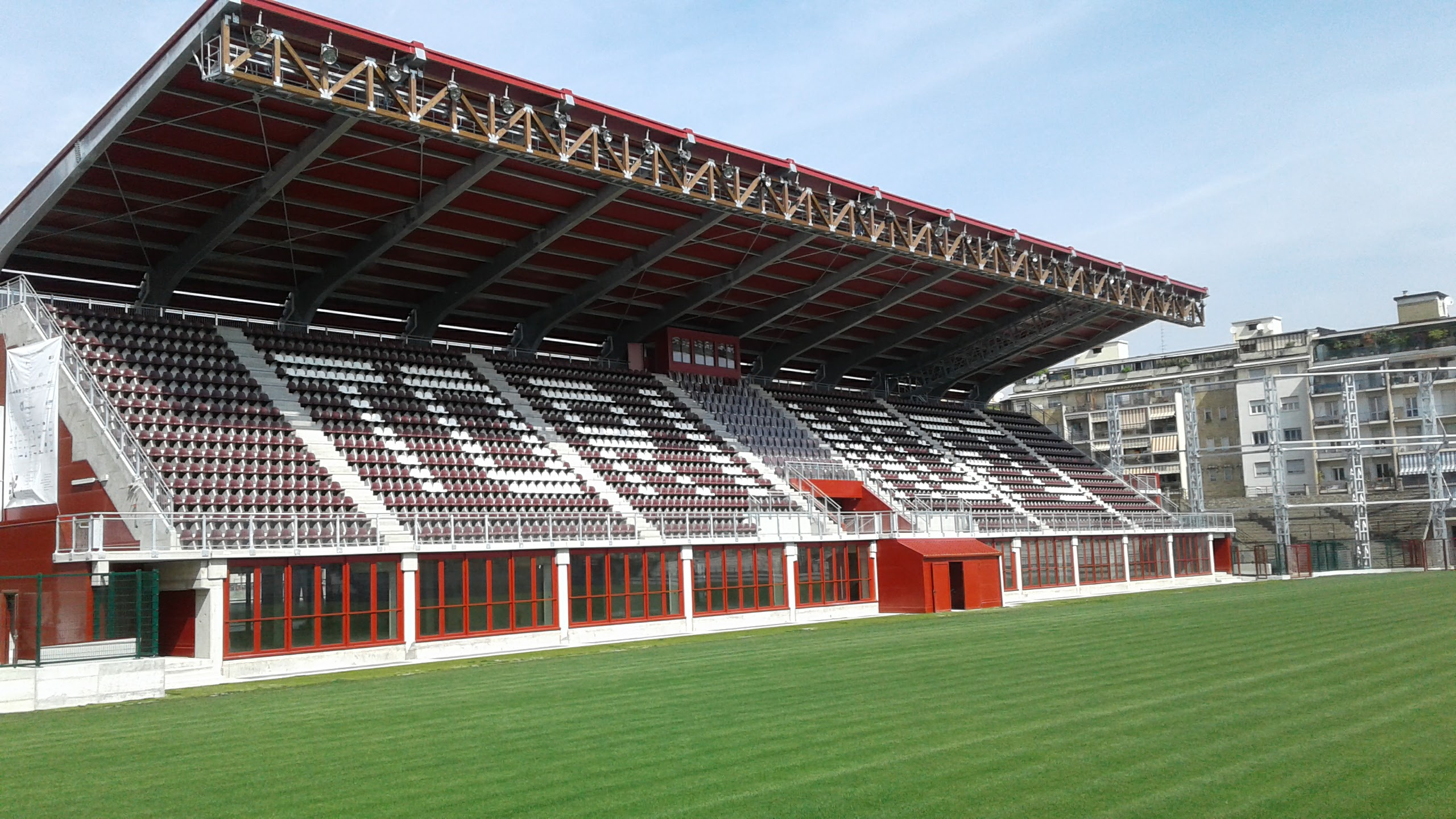
La tribuna del nuovo Filadelfia; a destra, i resti delle gradinate dell'omonimo e storico impianto

Il vecchio Stadio Filadelfia è stato dal 1926 al 1994 il centro di allenamento del Torino (fino al 1963 fu anche sede delle partite casalinghe dei granata). Più recentemente, dal 2006 al 2017, la sede degli allenamenti della squadra è stata la Sisport di Corso Unione Sovietica. A partire dalla stagione 2017-18, il Torino si allena nel nuovo Filadelfia, centro sportivo sorto sui resti dell'omonimo stadio.

## Società

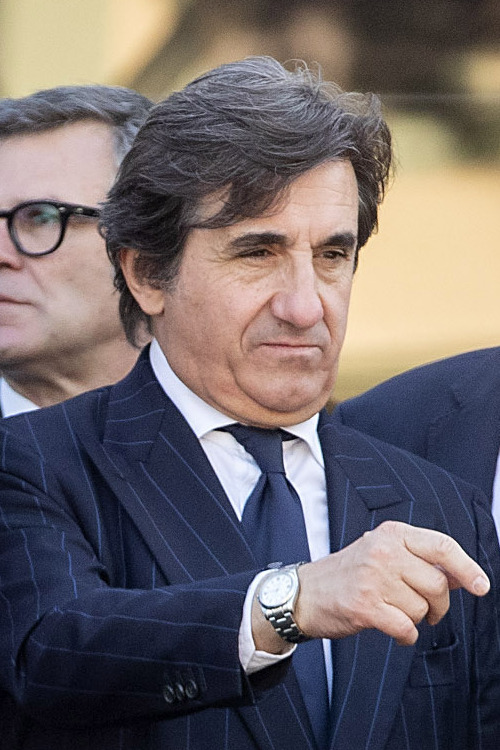
Urbano Cairo, presidente e proprietario del club dal 2005

Il club venne fondato il 3 dicembre 1906 come associazione, con il nome "Foot Ball Club Torino", dalla fusione del Football Club Torinese con alcuni soci dissidenti della Juventus e, nei decenni successivi, cambiò più volte denominazione (nel 1936 in "Associazione Calcio Torino" per imposizione del regime fascista, nel 1943 in "Torino FIAT" per un accordo con il Gruppo Sportivo FIAT e nel 1958 in "Associazione Calcio Talmone Torino" a seguito dell'abbinamento commerciale con l'azienda dolciaria Talmone); l'8 giugno 1967 l'associazione divenne una società per azioni denominata nuovamente "Associazione Calcio Torino" fino al 1977, quando fu chiamata "Torino Calcio", e venendo successivamente esclusa da ogni campionato FIGC il 26 luglio 2005 con successivo fallimento aziendale del 17 novembre; una nuova società a responsabilità limitata, che era stata costituita a fine del 2004 con il nome "Società Civile Campo Torino", ottenne il 16 agosto dalla FIGC, avvalendosi del cosiddetto lodo Petrucci, il titolo sportivo del Torino per l'iscrizione al campionato italiano di calcio e, il 26 agosto, assunse la denominazione ufficiale di "Torino Football Club", trasformando il 1º settembre il sodalizio ricostituito nuovamente in una società per azioni.
La società, avente sede legale in via Giambattista Viotti 9 a Torino e iscritta alla Camera di Commercio della stessa città, risulta avere, al 2023, 131 dipendenti e un capitale sociale di 883 400 euro.
Dal 31 agosto 2005 il club è controllato dall'imprenditore ed editore italiano Urbano Cairo: questo controllo è esercitato tramite la holding italiana U.T. Communications S.p.A., proprietaria del club granata con il 100,00% del capitale, in qualità di socio unico e, a sua volta, riconducibile a Cairo attraverso una serie di partecipazioni a cascata di società.
La società granata non possiede, al 2023, società controllate o collegate.
Il brand Torino, nel 2023, è al decimo posto in Italia con un valore di 53 milioni di euro.

### Organigramma societario
Il governo societario del Torino Football Club S.p.A., al 2023, prevede un sistema tradizionale formato dall'assemblea degli azionisti, dal consiglio di amministrazione (CdA) e dal collegio sindacale. Il CdA, rinnovato il 1º luglio 2021, è composto da sei membri, nominati dall'assemblea degli azionisti e tutti indicati dalla società controllante U.T. Communications S.p.A.; Urbano Cairo, a cui è riferibile la proprietà, ricopre la carica di presidente del consiglio di amministrazione, assunta nel 2005 con l'allora acquisto del club, mentre non è prevista la figura dell'amministratore delegato. Il collegio sindacale è composto da tre membri sempre indicati da U.T. Communications, dei quali Mauro Sala assume il ruolo di presidente. La società di revisione, scelta anch'essa dagli azionisti quale organo esterno di riesame dei conti, è l'azienda Ria Grant Thornton S.p.A..
Organigramma aggiornato al 10 luglio 2024.
- Urbano Cairo - Presidente
- Giuseppe Ferrauto - Consigliere
- Uberto Fornara - Consigliere
- Marco Pompignoli - Consigliere
- Alberto Barile - Direttore operativo
- Alessandro Andreini - Team Manager
- Davide Vagnati - Responsabile area tecnica
- Emiliano Moretti - Collaboratore area tecnica

### Sponsor
Di seguito i fornitori tecnici del Torino.
- 1906-74 Non presente[112]
- 1974-79 Umbro[113]
- 1979-82 Superga[114]
- 1982-84 Tiko Sport[115][116]
- 1984-90 Adidas[117]
- 1990-93 ABM[118]
- 1993-96 Lotto[119]
- 1996-01 Kelme[120]
- 2001-08 Asics[121][122]
- 2008-19 Kappa[123]
- 2019- Joma[124]

### Impegno nel sociale
Il Torino partecipa attualmente a diverse iniziative benefiche. La società è stata la prima in Italia a concedere il proprio nome a una squadra di calcio per disabili, il Torino FD, e la prima a collaborare per la creazione di un fan club di tifosi interamente formato da disabili: ai Tori Seduti la società granata affida ogni anno 200 posti gratuiti allo stadio. Per quanto riguarda la beneficenza in senso stretto, il Torino collabora da anni con l'UGI, una casa di accoglienza nata per assistere i bambini in cura presso l'ospedale infantile Regina Margherita, a cui dona contributi economici, cimeli della prima squadra e le visite di giocatori.

### Settore giovanile

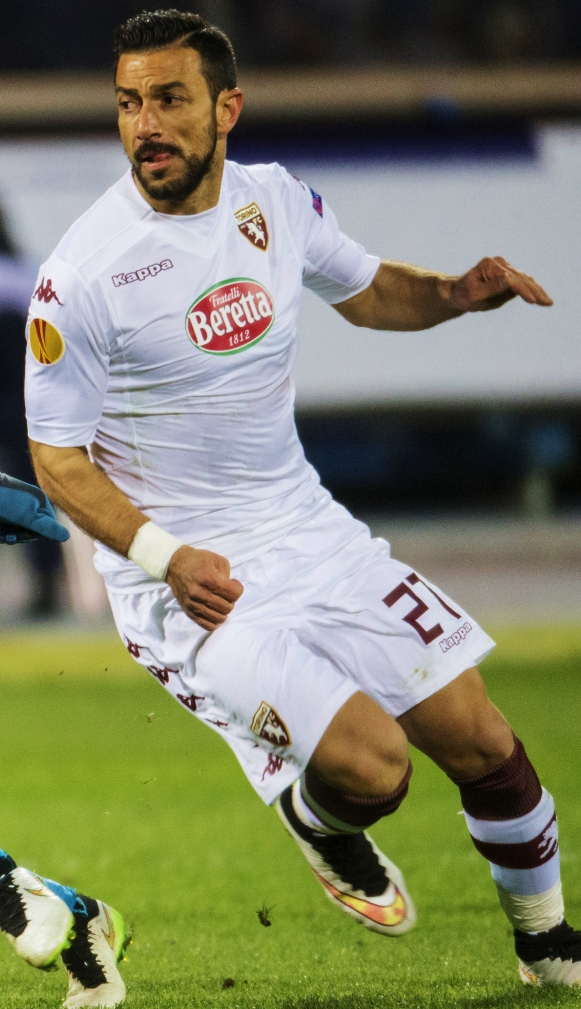
Fabio Quagliarella, cresciuto nel settore giovanile granata

Il settore giovanile del Torino è formato da cinque squadre maschili partecipanti ai campionati nazionali: Primavera, U18, U17, U16 e U15. Il Torino è stata una delle prime società italiane a dotarsi di un vero e proprio settore giovanile, organizzato già a partire dal periodo interbellico e storicamente considerato uno dei migliori d'Italia.
La società granata detiene il record di scudetti del Campionato Berretti con undici titoli, oltre al record di otto vittorie in Coppa Italia Primavera (in coabitazione con la Fiorentina); il Torino vanta inoltre sei vittorie nel prestigioso Torneo di Viareggio, cinque scudetti del Campionato Allievi Nazionali e due scudetti del Campionato Giovanissimi Nazionali. Nella stagione 2024-2025, sia la formazione under 18, sia la under 17 hanno vinto i loro rispettivi titoli nazionali di categoria.
I ragazzi formatisi nel vivaio granata sono soprannominati "Balon-Boys", in onore di Adolfo Baloncieri, giocatore-simbolo che proprio in quegli anni concluse la carriera. Nelle giovanili granata sono cresciuti numerosi giocatori, tra cui anche l'attore e giornalista Raf Vallone, che ha però preferito la carriera artistica all'arte pedatoria quando ormai calcava i campi da gioco nelle file della prima squadra.

## Il Torino nella cultura di massa
Il Grande Torino fu la squadra più vincente del campionato italiano nella seconda metà degli anni 1940 e, secondo la rivista inglese FourFourTwo, è stata la tredicesima squadra più forte di sempre nella storia del calcio. La sua tragica fine è stata anche per questo tema di documentari, film e opere letterarie; tra di esse, la poesia Ai campioni del Torino composta nel 1949 da Mario Luzi, la miniserie TV Il Grande Torino (2005) di Claudio Bonivento, interpretata da Beppe Fiorello, e l'ultima puntata della serie TV Federico Buffa racconta Storie di Campioni (2015) di Federico Buffa, trasmessa su Sky in occasione del 66º anniversario della tragedia di Superga.
Rimanendo in ambito cinematografico e televisivo, tra i prodotti dedicati al Torino troviamo il documentario Gli undici moschettieri (1952) di Ennio De Concini e Fausto Saraceni, i film Ora e per sempre (2004) di Vincenzo Verdecchi, e Benfica-Torino 4-3 (2012) di Andrea Ragusa e Nuno Figueiredo, e il film TV La farfalla granata (2013) incentrato sulla vita di Luigi Meroni.
In ambito musicale sono invece presenti molte canzoni dedicate alla squadra granata come La forza del Toro, Ragazzo ultrà, Dj Venneri e Vivo il Toro. Nel fumetto, nella storia breve Paperoga in: soffri, tifoso, soffri pubblicata da Topolino, viene riproposto il derby della Mole con il Torino tradotto in «Corino».
Dal 2017 fino al 1º luglio 2021, la piattaforma televisiva Sky Italia ha proposto, nel proprio bouquet satellitare, il canale tematico Torino Channel. Da allora il canale è fruibile direttamente tramite il sito web della società.

## Allenatori e presidenti

### Allenatori

Luigi Radice portato in trionfo dai suoi giocatori dopo la vittoria dello Scudetto 1975-1976

Nella storia del Torino la figura del tecnico compare sin dai primi anni; Vittorio Pozzo fu a capo della Commissione Tecnica granata dal 1912 al 1922, occupandosi nello stesso periodo anche dell'organizzazione societaria. A lui succedette nel 1923 Francisco Mosso, il quale diede inizio all'era degli allenatori di professione. Negli anni venti e trenta il Torino guardò ai maestri di calcio d'oltre confine, ingaggiando personaggi di spicco come gli austriaci Karl Stürmer e Tony Cargnelli. Quest'ultimo fu anche il primo a vincere un trofeo con il Torino: lo scudetto del 1928. Durante l'era del Grande Torino si alternarono diversi allenatori: l'inglese Leslie Lievesley e gli italiani Mario Sperone, Luigi Ferrero e Antonio Janni. A quei tempi il coach era spesso affiancato da un direttore tecnico; per il Torino svolsero questo ruolo in particolare Ernő Erbstein e Roberto Copernico. A partire dagli anni 60 i granata iniziarono a mantenere per più stagioni consecutive lo stesso allenatore: Edmondo Fabbri e Giancarlo Cadè (2); Benjamín Santos, Nereo Rocco e Gustavo Giagnoni (3). La vera svolta avvenne però nel 1975 quando al Torino giunse Luigi Radice. Il tecnico brianzolo guidò i granata per 10 campionati in totale, divisi in due periodi: dal 1975 al 1980 ( durante il quale vinse lo scudetto nel 1976) e dal 1984 al 1988 ( raggiungendo il secondo posto nel 1985). Nel 1990 arrivò in granata Emiliano Mondonico, l'allenatore che ha ottenuto i migliori risultati in Europa: la vittoria della Coppa Mitropa nel 1991 e la finale di Coppa UEFA nel 1992. Sotto la guida di Mondonico il Torino vinse anche la Coppa Italia nel 1993. Gian Piero Ventura fu il tecnico del Torino dal 2011 al 2016; con lui i granata raggiunsero la promozione in Serie A nel 2012 e l'accesso all'Europa League nel 2014, grazie al settimo posto ottenuto al termine della stagione.

### Presidenti

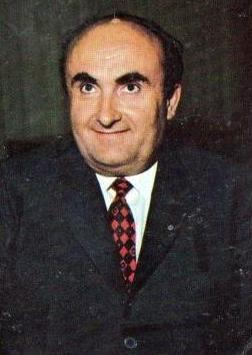
Orfeo Pianelli, presidente per 19 stagioni

In più di 110 anni di storia, alla guida del Torino si sono avvicendati 29 presidenti e due comitati di gestione.
Il primo presidente del club fu Franz Schoenbrod; socio fondatore, partecipò all'incontro del 6 dicembre 1906 presso la birreria Voigt.
Il conte Enrico Marone Cinzano fu il primo a portare in bacheca un trofeo: nel 1928 i granata da lui presieduti vinsero il campionato, bissando il successo raggiunto l'anno prima ma revocato a seguito del caso Allemandi. Ferruccio Novo è invece il presidente più vittorioso: sotto la sua guida, il Grande Torino conquistò 5 scudetti consecutivi e una Coppa Italia tra il 1942 e il 1949, anno quest'ultimo della tragedia di Superga.
Il presidente più longevo è Urbano Cairo, in carica dal 2005. Rilevante anche la presidenza di Orfeo Pianelli, in carica dal 1963 al 1982, che portò il Torino alla vittoria dello scudetto nel 1976 – l'unico del "post Superga" – e di due Coppe Italia.
Da ricordare anche la presidenza di Alfred Dick tra il 1907 e il 1908: socio fondatore del club granata, lui e Schoenbrod sono stati finora gli unici due presidenti stranieri nella storia del Torino.

## Calciatori

Valentino Mazzola

La rivista sportiva italiana Guerin Sportivo ha stilato la lista dei migliori 100 calciatori che hanno vestito la maglia granata. Dall'elenco citato si segnalano in particolare: Adolfo Baloncieri, Valentino Mazzola (capitano del Grande Torino), Julio Libonatti, Guglielmo Gabetto, Franco Ossola, Romeo Menti, Pietro Ferraris, Virgilio Maroso, Ezio Loik, Gino Rossetti e Aldo Ballarin. Del periodo post-Superga spiccano i Gemelli del gol Paolino Pulici e Francesco Graziani, Claudio Sala, Renato Zaccarelli, Giorgio Ferrini, Lido Vieri, Luigi Meroni, Denis Law, Leo Junior, Enzo Francescoli e Abedi Pelé (questi ultimi tre inseriti nella FIFA 100, e l'ultimo inoltre eletto per tre volte calciatore africano dell'anno), Giuseppe Dossena, Luciano Castellini, Martín Vázquez, Luca Marchegiani, Gianluigi Lentini, Vincenzo Scifo, Pasquale Bruno, Walter Casagrande e Marco Ferrante.

### Capitani
Il primo capitano del Torino fu Friedrich Bollinger, dal 1907 al 1912. Altri capitani storici furono Adolfo Baloncieri, dal 1925 al 1932, in coincidenza col primo scudetto torinista; Valentino Mazzola, il quale ricoprì questa carica durante gli anni del Grande Torino (1944-1949); Giorgio Ferrini, colui il quale per più anni ha rivestito questo ruolo, dal 1963 al 1975; Claudio Sala, dal 1975 al 1980, in coincidenza col primo scudetto post-Superga; e Renato Zaccarelli, dal 1981 al 1987. In tempi più recenti, si segnalano Roberto Cravero, dal 1987 al 1992 e di nuovo dal 1996 al 1997; Rolando Bianchi, dal 2009 al 2013; Andrea Belotti, dal 2017 al 2022; lo svizzero Ricardo Rodríguez, dal 2022 al 2024; e il colombiano Duván Zapata, capitano dal 2024.

### Vincitori di titoli
Campioni del mondo
- Giuseppe Dossena (Spagna 1982)

Campioni d'Europa
- Lido Vieri (Italia 1968)
- Giorgio Ferrini (Italia 1968)
- Salvatore Sirigu (Europa 2020)
- Andrea Belotti (Europa 2020)

### Contributo alle Nazionali di calcio

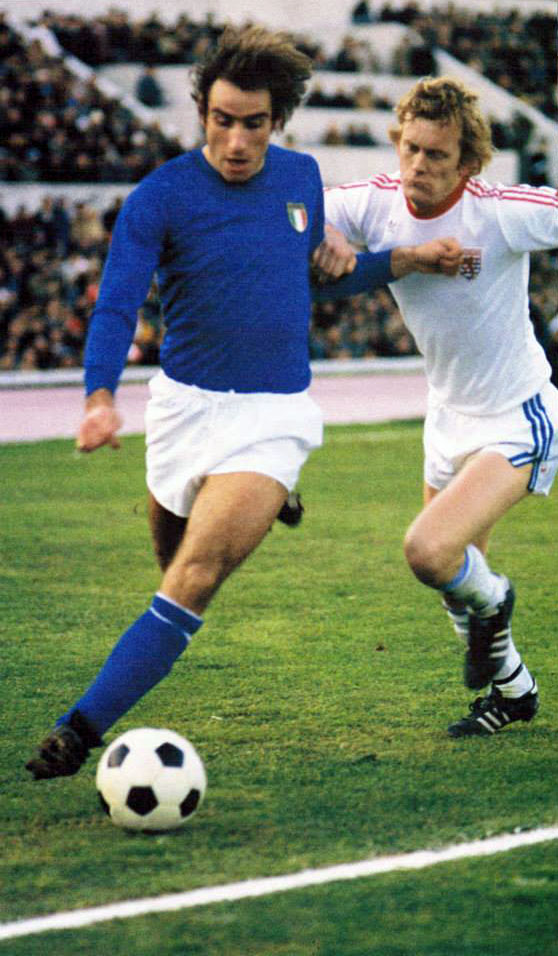
Francesco Graziani

Tra i primi calciatori del Torino a vincere titoli con le proprie nazionali, troviamo Adolfo Baloncieri, Antonio Janni, Julio Libonatti e Gino Rossetti, tutti vincitori con l'Italia della Coppa Internazionale 1927-1930, i quali (a eccezione di Libonatti) vinsero anche la medaglia di bronzo al torneo olimpico di Amsterdam 1928. Successivamente Giorgio Ferrini e Lido Vieri conquistarono in azzurro il campionato d'Europa 1968, mentre Giuseppe Dossena il campionato del mondo 1982. Andrea Belotti e Salvatore Sirigu hanno fatto parte della nazionale che ha trionfato nel campionato europeo 2020.
L'11 maggio 1947, durante l'amichevole tra Italia e Ungheria disputatasi al Comunale di Torino e terminata 3-2 per i padroni di casa, Vittorio Pozzo schierò tra i titolari azzurri 10 giocatori allora facenti parte del Grande Torino; si tratta tuttora della partita della nazionale italiana con il maggior numero di calciatori provenienti da una stessa squadra.
Francesco Graziani è il giocatore del Torino che ha collezionato più presenze (47) e segnato più reti (20) con la maglia dell'Italia, dal 1975 al 1981. Andrea Belotti è stato invece l'autore, l'11 giugno 2017, nella gara di qualificazione al campionato del mondo 2018 contro il Liechtenstein, del centesimo gol di un calciatore granata in azzurro. Con 75 calciatori forniti alla nazionale italiana, il Torino è la quinta squadra per numero di giocatori prestati all'azzurro (sesta per numero di presenze totali).

## Palmarès

### Competizioni nazionali
- Campionato italiano: 7

1927-1928, 1942-1943, 1945-1946, 1946-1947, 1947-1948, 1948-1949, 1975-1976
- Coppa Italia: 5

1935-1936, 1942-1943, 1967-1968, 1970-1971, 1992-1993

### Altre competizioni
- Serie B: 3

1959-1960, 1989-1990, 2000-2001
- Coppa Mitropa: 1

1991

## Statistiche e record

### Partecipazione ai campionati
Di seguito una tabella raffigurante la partecipazione del Torino ai campionati di calcio.
| Livello | Categoria           | Partecipazioni | Debutto   | Ultima stagione | Totale |
| ------- | ------------------- | -------------- | --------- | --------------- | ------ |
| 1º      | Prima Categoria     | 10             | 1906-1907 | 1920-1921       | 100    |
| 1º      | Prima Divisione     | 5              | 1921-1922 | 1925-1926       | 100    |
| 1º      | Divisione Nazionale | 4              | 1926-1927 | 1945-1946       | 100    |
| 1º      | Serie A             | 81             | 1929-1930 | 2024-2025       | 100    |
| 2º      | Serie B             | 12             | 1959-1960 | 2011-2012       | 12     |

### Partecipazione alle competizioni UEFA
| Torneo                                     | Partecipazioni | Debutto   | Ultima stagione | Totale |
| ------------------------------------------ | -------------- | --------- | --------------- | ------ |
| Coppa dei Campioni / UEFA Champions League | 1              | 1976-1977 | 1976-1977       | 19     |
| Coppa delle Coppe UEFA                     | 4              | 1964-1965 | 1993-1994       | 19     |
| Coppa UEFA / UEFA Europa League            | 13             | 1972-1973 | 2019-2020       | 19     |
| Coppa Intertoto UEFA                       | 1              | 2002      | 2002            | 19     |

### Statistiche di squadra

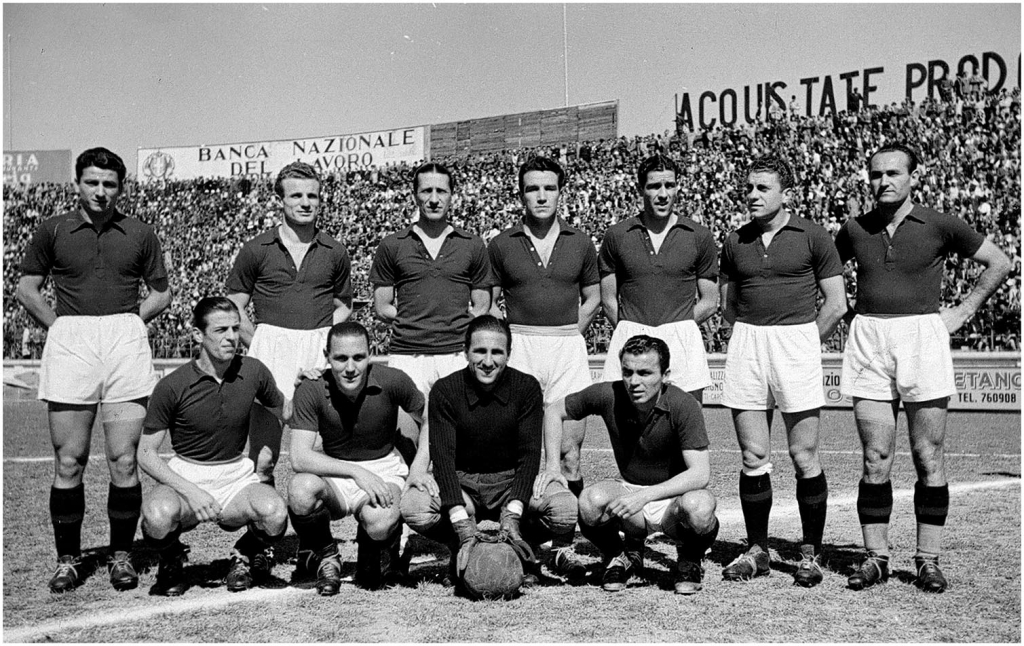
Il Torino della stagione 1942-1943, prima squadra italiana a conseguire un double nazionale.

Il Torino è all'8º posto nella classifica perpetua della Serie A, che tiene conto di tutte le squadre di calcio che hanno militato nella massima serie nazionale almeno una volta.
Per quanto riguarda il campionato italiano, la squadra si è classificata al primo posto in 8 occasioni (sebbene il club abbia in realtà vinto 7 titoli di campione d'Italia), 7 volte al secondo posto e 9 volte al terzo; inoltre il Torino ha conservato fino al 2019 il primato di detentore del titolo di campione d'Italia per 7 anni consecutivi, dal 1943 al 1950. In 110 stagioni sportive, di cui 19 nei vari campionati antecedenti al girone unico (nel 1908 non partecipò e la Coppa Federale del 1915-16 non è riconosciuta), 79 in Serie A e 12 in Serie B, la società arriva dunque sul podio nella massima serie nel 21% dei casi. Nel 1943 i granata furono i primi in Italia a realizzare il cosiddetto double, vincendo Scudetto e Coppa Italia nella stessa stagione.Torino, Inter e Juventus sono le uniche squadre italiane riuscite a vincere il campionato almeno per 5 edizioni consecutive. Il Torino detiene inoltre diversi record: imbattibilità casalinga nella massima serie, 88 giornate (dalla 18ª giornata 1942-43 alla 10ª giornata 1949-50); maggior scarto di gol in una partita di Serie A, 10 (Torino-Alessandria 10-0, disputata il 10 maggio 1948); migliore media-gol a partita (3,13), nonché maggior numero di reti segnate in una stagione, 125 (nel campionato a 21 squadre del 1947-48). I granata hanno avuto per 5 volte il miglior attacco e 9 volte la miglior difesa (nelle stagioni 1947-48 e 1975-76 ottennero entrambi i primati, vincendo lo Scudetto).
Nel campionato 2006-07 il Torino giocò, per la prima volta nella storia, in una categoria superiore a quella in cui partecipava la Juventus: infatti, mentre i granata disputavano il campionato di Serie A, i bianconeri prendevano parte a quello di Serie B, in seguito alla retrocessione d'ufficio arrivata al termine del campionato 2005-06 per i fatti di Calciopoli.
Sempre in ambito nazionale, il Torino ha vinto 5 volte la Coppa Italia ( nelle stagioni 1935-36, 1942-43, 1967-68, 1970-71 e 1992-93) e in 8 occasioni ha terminato al secondo posto. La miglior vittoria per i granata in questa competizione risale al 20 settembre 1942: Torino-Ancona 7-0.

Il Torino finalista di Coppa UEFA nel 1992

A livello internazionale, i granata raggiunsero la vittoria della Coppa Mitropa nel 1991. Il Torino ha partecipato 19 volte a competizioni organizzate ufficialmente dalla UEFA, disputando 103 incontri e ricavando 47 vittorie, 26 pareggi e 30 sconfitte. La vittoria per 6-1 contro il KR Reykjavik, ottenuta in Coppa UEFA il 2 ottobre 1991, è lo scarto massimo raggiunto dalla squadra piemontese in Europa. L'esordio in Coppa dei Campioni avvenne nell'edizione 1976-1977, l'unica finora a cui il Torino ha preso parte, nella vittoria interna per 2-1 contro il Malmö. I granata furono poi eliminati agli ottavi di finale dal Borussia Mönchengladbach, come risultato della sconfitta interna per 2-1 e lo 0-0 ottenuto in Germania (trasferta che i piemontesi conclusero in 8 giocatori, con Graziani in porta, complice l'espulsione del portiere Castellini). Il Torino ha inoltre partecipato 4 volte alla Coppa delle Coppe (raggiungendo la semifinale nella stagione 1964-1965), 12 volte all'Europa League (conquistando la finale contro l'Ajax nel 1991-1992) e 1 volta alla Coppa Intertoto (nel 2002). Tra i tornei non riconosciuti dalla UEFA, il Torino giocò anche la Coppa delle Fiere nell'annata 1965-1966, venendo eliminato al primo turno dagli inglesi del Leeds United.

### Statistiche individuali

Paolo Pulici

Per quanto riguarda le presenze, Giorgio Ferrini è il recordman in maglia granata, con 566 apparizioni (condite da 56 reti) messe assieme dal 1959 al 1975. Tra i cannonieri, il primato di reti è appannaggio di Paolo Pulici, con 172 reti ufficiali (in 437 incontri) siglate dal 1967 al 1982. Sempre tra i marcatori, nella storia granata sono stati 8 i calciatori capaci di laurearsi capocannonieri di un torneo italiano di massima serie: il primo assoluto fu l'austriaco Heinrich Schönfeld, nella Prima Divisione 1923-24 (22 reti). Nel 1927-28 venne poi il turno dell'oriundo Julio Libonatti (35), mentre per il primo italiano fu necessario attendere la stagione successiva, con Gino Rossetti (36). Eusebio Castigliano diventò il miglior marcatore (13) del primo campionato del secondo dopoguerra, cui seguì Valentino Mazzola nella Serie A 1946-47 (29). Si dovette aspettare quasi 30 anni prima di rivedere un granata sul tetto dei gol: fu Paolo Pulici a rompere il lungo digiuno a metà degli anni 70, affermandosi nelle annate 1972-73 (17), 1974-75 (18) e 1975-76 (21); Pulici è finora l'unico giocatore torinese riuscito a conseguire tre titoli di capocannoniere, nonché l'unico capace di bissare il riconoscimento. A lui succedette nel 1976-77 il compagno di reparto, Francesco Graziani (21). Dopo un nuovo, lungo digiuno, stavolta di quasi 40 anni, nel 2013-14 fu Ciro Immobile (22) a riportare un calciatore granata in vetta alla classifica marcatori della Serie A.
A livello europeo, il giocatore più presente del Torino nelle competizioni UEFA è Paolo Pulici (26) mentre Francesco Graziani è il calciatore granata andato a segno più volte (8).
Di seguito i record presenze e marcature dei giocatori del Torino dall'anno di fondazione a oggi.
Aggiornato al 1º maggio 2022
| Record di presenze - 566 Giorgio Ferrini (1959-1975) - 437 Paolo Pulici (1967-1982) - 413 Renato Zaccarelli (1974-1987) - 360 Claudio Sala (1969-1980) - 357 Lido Vieri (1958-1969) - 345 Cesare Martin (1919-1936) - 340 Luigi Danova (1976-1985) - 336 Natalino Fossati (1964-1974) - 330 Antonio Janni (1920-1937) - 326 Giorgio Puia (1963-1972) | Record di reti - 172 Paolo Pulici (1967-1982) - 157 Julio Libonatti (1925-1934) - 144 Gino Rossetti (1926-1933, 1937-1938) - 127 Guglielmo Gabetto (1941-1949) - 125 Marco Ferrante (1996-2001, 2001-2004) - 123 Valentino Mazzola (1942-1949) - 122 Francesco Graziani (1973-1981) - 113 Andrea Belotti (2015-2022) - 100 Adolfo Baloncieri (1925-1932) - 85 Franco Ossola (1939-1949) |

## Tifoseria
Secondo un'indagine condotta e pubblicata annualmente da due società specializzate in sondaggi e ricerche di mercato, la StageUp e la Ipsos, al 2023 la squadra risultava essere il nono club più tifato d'Italia, potendo contare su un seguito stimato in circa 452 000 tifosi, un dato in crescita rispetto alle rilevazioni degli anni precedenti.

### Storia

La tifoseria granata in trasferta a Roma, in festa per la vittoria della Coppa Italia 1992-1993

La tifoseria granata detiene una serie di primati in campo nazionale. Il primo striscione di un club organizzato (Club Fedelissimi Granata) fu esposto proprio nello stadio Filadelfia. I tifosi granata organizzarono la prima trasferta in aereo del nostro calcio, nel 1963, in occasione di una partita contro la Roma. Presso lo storico impianto torinese si esibiva Oreste Bolmida, il celebre tifoso trombettista poi reso famoso dal film Ora e per sempre; in seguito venne acquistato un tamburo, per animare la curva Maratona, classico luogo di ritrovo dei supporters più caldi. Visto l'ottimo esito di tale "esperimento" ne furono acquistati altri, cosicché il settore in questione fu soprannominato "succursale del Maracanà" per il calore che era in grado di trasmettere durante i match casalinghi del Torino.
Nel 1969 nacque a Santa Vittoria d'Alba, su iniziativa di un membro del Torino Club, la Federazione Italiana Sostenitori Squadre Calcio (FISSC), con sede di coordinamento presso il Torino Club di via Ormea. Negli anni 1970 la Maratona organizzò le prime coreografie illustrate, che curiosamente furono utilizzate negli spot pubblicitari della casa automobilistica francese Renault nel decennio successivo. Nel 1979 la Maratona ottenne il riconoscimento di "curva più bella d'Europa" dal periodico francese Onze Mondial; inoltre un'immagine della curva fu inserita sulla copertina della rivista francese France Football del 21 dicembre.
Il Torino ha ritirato la maglia numero 12, come da qualche tempo si fa per i calciatori più illustri, assegnandola in via definitiva alla curva Maratona, attribuendo così simbolicamente ai suoi tifosi il ruolo di dodicesimo uomo in campo.

### Gemellaggi e rivalità

Tifosi del Torino e della Fiorentina negli anni 80

In ambito nazionale, il gemellaggio più sentito dai tifosi del Torino è quello con la Fiorentina: il legame tra le due curve è nato agli inizi degli anni 1970, sia per il comune sentimento antijuventino, sia per la vicinanza della società viola a quella granata dopo la tragedia di Superga. Con il Genoa c'è un altalenante gemellaggio che venne rotto a causa dei festeggiamenti genoani durante Torino-Genoa del 24 maggio 2009, incontro vinto dai rossoblù e che contribuì in maniera rilevante alla retrocessione della squadra granata in Serie B; il 16 dicembre 2012, giorno in cui i due club si riaffrontano per la prima volta dopo il ritorno del Torino in Serie A, vi è stato un tiepido riavvicinamento tra le due tifoserie e, più recentemente, una parte del tifo organizzato granata ha manifestato ancora attaccamento all'idea del gemellaggio. Nelle serie minori, i sostenitori granata sono in buoni rapporti con le curve dell'Alessandria, dell'Acerrana, della Nocerina e dell'Ercolanese.
In campo internazionale, l'amicizia tra i brasiliani del Corinthians e il Torino risale al 1914: in quell'anno, i granata diventarono il primo club italiano a compiere una tournée in Sudamerica, disputando 6 partite amichevoli, due dei quali contro i bianconeri. Nonostante i risultati sul campo, le due società – entrambe di origine popolare – coltivano e mantengono nel tempo i rapporti di amicizia instaurati; quando il 4 maggio 1949 il Grande Torino perì nel disastro aereo di Superga, il Corinthians rese omaggio agl'italiani in una partita amichevole contro la Portuguesa, scendendo in campo in maglia granata. In questo senso, nel 2011 la terza divisa dei bianconeri di San Paolo è stata colorata di granata.

Il River Plate nel 1949 al Comunale di Torino

Anche gli argentini del River Plate hanno storicamente degli stretti rapporti di gemellaggio col Torino, fin dall'epoca della tragedia di Superga. Nel periodo seguente alla sciagura, il club argentino è particolarmente vicino alla società italiana, organizzando amichevoli e raccolte di fondi per aiutare la squadra devastata; il 26 maggio 1949 il River vola fino a Torino per disputare un'amichevole assieme a una selezione comprendente i più forti giocatori italiani dell'epoca, riuniti sotto il nome di "Torino Simbolo". Come testimonianza del legame tra le due società, in varie occasioni per la maglia di cortesia dei biancorossi si è scelto il granata, mentre similmente la formazione torinese ha sfoggiato varie volte una casacca da trasferta con sbarra, in omaggio al template casalingo del River.
Molto saldo è anche il legame con i portoghesi del Benfica, l'ultima formazione ad aver incontrato il Grande Torino prima della sciagura aerea di Superga. Altre tifoserie estere con cui esiste un rapporto di amicizia sono quella inglese del Manchester City e quella spagnola dell'Athletic Bilbao. Dal 2016 è nato infine il legame con i brasiliani della Chapecoense, squadra in quell'anno vittima di una sciagura aerea simile a quella di Superga; nel primo anniversario della tragedia, il Torino è sceso in campo con una speciale maglia verde omaggiante quella del club di Chapecó.
La rivalità d'elezione è quella con la Juventus: le due squadre danno vita al cosiddetto derby della Mole, tra le più note stracittadine del calcio italiano nonché la più antica tuttora disputata. Altre rivalità molto sentite, in essere fin dagli anni 1970, sono quelle con la Sampdoria (“aggravata” dal lungo gemellaggio che ha legato i granata al Genoa) e con l'Atalanta. Col Verona esisteva un solido gemellaggio, interrottosi bruscamente dopo 10 anni, nel 1988: da allora le tifoserie sono nemiche, anche per motivi politici. Inimicizie degne di nota sono anche quelle con Lazio, Roma, Inter, Milan e Bologna; rivalità meno sentite persistono con Perugia, Ternana, Parma, Piacenza, Monza, Mantova e Vicenza.

## Organico

### Rosa 2025-2026
Rosa aggiornata al 20 agosto 2025.
| N. |                        | Ruolo | Calciatore               |
| -- | ---------------------- | ----- | ------------------------ |
| 1  | Italia (bandiera)      | P     | Alberto Paleari          |
| 3  | Paesi Bassi (bandiera) | D     | Perr Schuurs             |
| 5  | Marocco (bandiera)     | D     | Adam Masina              |
| 6  | Turchia (bandiera)     | C     | Emirhan İlkhan           |
| 7  | Marocco (bandiera)     | C     | Zakaria Aboukhlal        |
| 8  | Serbia (bandiera)      | C     | Ivan Ilić                |
| 10 | Croazia (bandiera)     | C     | Nikola Vlašić            |
| 13 | Cile (bandiera)        | D     | Guillermo Maripán        |
| 14 | Inghilterra (bandiera) | C     | Tino Anjorin             |
| 15 | Georgia (bandiera)     | D     | Saba Sazonov             |
| 16 | Norvegia (bandiera)    | D     | Marcus Holmgren Pedersen |
| 18 | Argentina (bandiera)   | A     | Giovanni Simeone         |
| 19 | Scozia (bandiera)      | A     | Ché Adams                |
| 20 | Austria (bandiera)     | D     | Valentino Lazaro         |

| N. |                               | Ruolo | Calciatore              |
| -- | ----------------------------- | ----- | ----------------------- |
| 21 | Francia (bandiera)            | D     | Ali Dembélé             |
| 22 | Italia (bandiera)             | C     | Cesare Casadei          |
| 23 | Guinea Equatoriale (bandiera) | D     | Saúl Coco               |
| 26 | Belgio (bandiera)             | A     | Cyril Ngonge            |
| 34 | Italia (bandiera)             | C     | Cristiano Biraghi       |
| 44 | Albania (bandiera)            | D     | Ardian Ismajli          |
| 61 | Francia (bandiera)            | C     | Adrien Tameze           |
| 66 | Lituania (bandiera)           | C     | Gvidas Gineitis         |
| 71 | Romania (bandiera)            | P     | Mihai Popa              |
| 79 | Cipro (bandiera)              | A     | Zanos Savva             |
| 81 | Uruguay (bandiera)            | P     | Franco Israel           |
| 91 | Colombia (bandiera)           | A     | Duván Zapata (capitano) |
| 92 | Svezia (bandiera)             | A     | Alieu Njie              |

### Staff tecnico
Staff aggiornato al 13 luglio 2025.
- Marco Baroni - Allenatore
- Leonardo Colucci - Vice allenatore
- Umberto Romano - Collaboratore tecnico
- Giuseppe Martino - Collaboratore tecnico
- Andrea Petruolo - Responsabile dei preparatori atletici
- Federico Di Dio - Preparatore atletico
- Enrico Busolin - Preparatore atletico
- Matthias Castiglioni - Responsabile preparatore dei portieri
- Fabio Ronzani - Preparatore dei portieri
- Silvio Valanzano - Responsabile match analyst
- Mattia Bastianelli - Match analyst

Area sanitaria
- Paolo Solustri - Preparatore atletico responsabile recupero infortunati
- Paolo Minafra - Coordinatore e responsabile sanitario
- Daniele Mozzone - Medico responsabile della prima squadra
- Corrado Bertolo - Medico sociale e consulente ortopedico
- Antonio Ventura - Nutrizionista
- Alessandro Pernice - Responsabile della fisioterapia, fisioterapista e osteopata
- Gianluca Beccia - Massofisioterapista
- Dario D’Onofrio - Massofisioterapista
- Giuseppe Gerundo - Massofisioterapista
- Riccardo Levrini - Fisioterapista
- Gustavo Luiz do Prado Simonassi - Fisioterapista

### Informazioni storiche
- Calcio in Italia
- Sponsorizzazioni nel calcio italiano
- Storia delle prime società calcistiche in Italia

### Liste e riconoscimenti
- Società calcistiche italiane nelle competizioni internazionali

### Filmografia
- Ora e per sempre (2004)
- Il Grande Torino (2005)
- La farfalla granata (2013)